# Dorsthippus baleensis
Dorsthippus baleensis är en insektsart som beskrevs av Donskoff 1977. Dorsthippus baleensis ingår i släktet Dorsthippus och familjen gräshoppor. Inga underarter finns listade i Catalogue of Life.